# Ford Edge
La Ford Edge è un crossover SUV di categoria mid-size prodotto dalla casa automobilistica statunitense Ford dal 2006. Nel 2015 è arrivata la nuova generazione, che è stata venduta anche in Europa fino al 2020.

## Prima serie (2006-2014)

### Il contesto
Il modello si basa sul pianale CD3 della Ford, che condivide con la Mazda 6, la Mazda CX-9, la Ford Fusion, la Mercury Milan e la Lincoln MKZ. L'Edge è anche commercializzato tramite badge engineering con il nome di Lincoln MKX. Sebbene esteticamente simili, Edge ed Explorer non condividono il pianale.
L'Edge è stato presentato al pubblico al salone dell'automobile di Detroit nel gennaio del 2006. La produzione è iniziata nell'ottobre dello stesso anno come model year 2007.

### Caratteristiche generali
Il modello è caratterizzato dall'avere una calandra con tre vistose barre orizzontali cromate. È offerto con un solo tipo di carrozzeria, SUV cinque porte. Il motore è anteriore, mentre la trazione è integrale o anteriore.
Le dimensioni dipendono dagli anni di commercializzazione, tranne il passo e l'altezza, che sono da sempre le stesse (2.824 mm e 1.702 mm). La lunghezza, infatti, è stata 4.717 mm dal 2006 al 2010, ed è 4.679 mm dal 2011. La larghezza, negli stessi periodi, corrisponde, rispettivamente, a 1.925 mm e 1.930 mm.
L'Edge è assemblato a Oakville, nell'Ontario, in Canada.

### Allestimenti
Sono quattro gli allestimenti disponibili: SE, SEL, Limited e Sport.

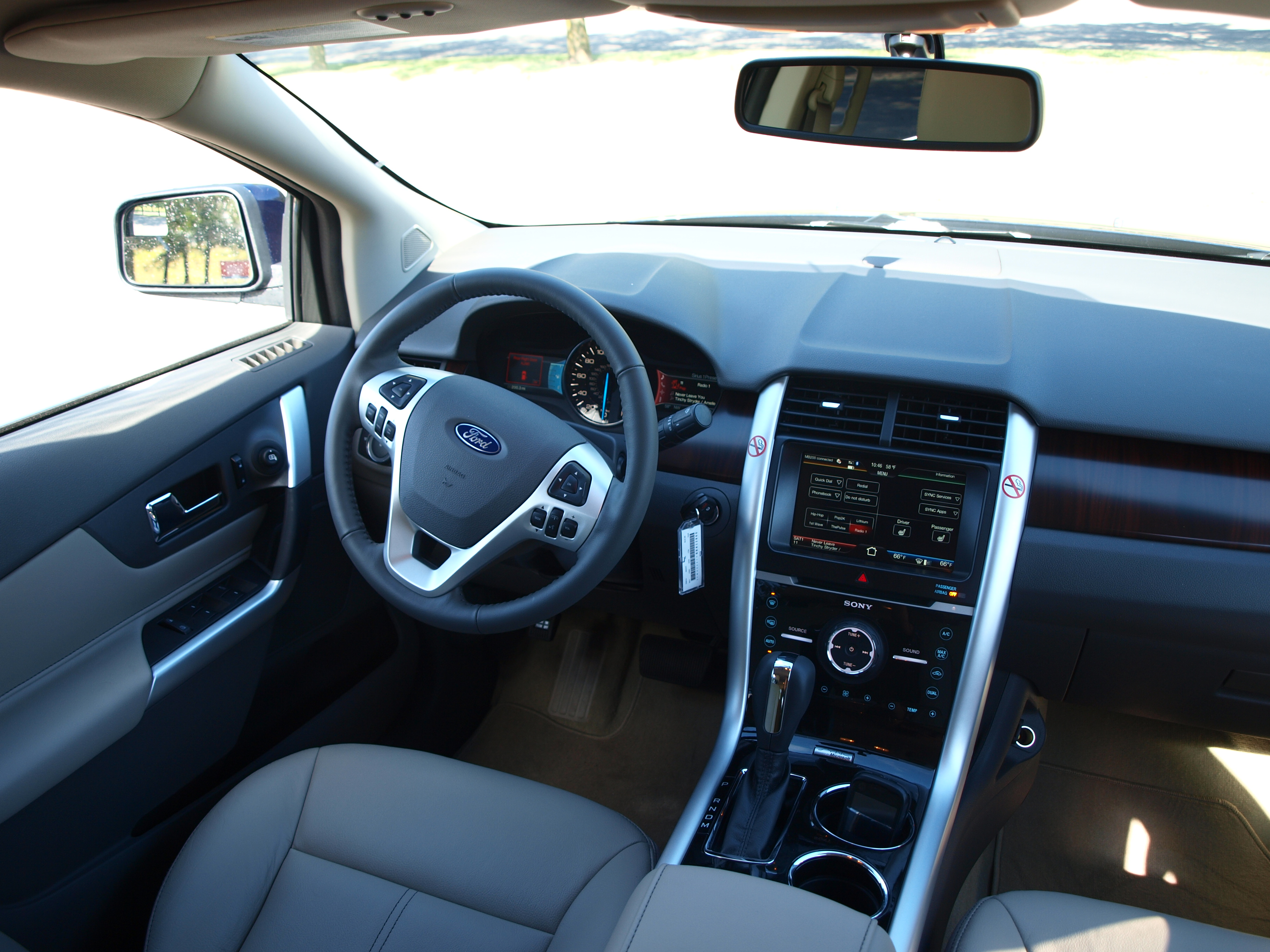
Un Ford Edge del 2011 con il MyTouch

L'allestimento SE include sedili in tessuto, aria condizionata manuale a zona singola, radio AM/FM con lettore CD e riproduttore MP3, e cerchioni in lega di alluminio.
I modelli con allestimento SEL possiedono invece sedili in tessuto speciale, dove quello del guidatore è regolabile elettricamente su 6 posizioni, impianto stereo AM/FM con caricatore da 6 CD/MP3, volante rivestito in pelle con comandi dello stereo integrati e ruote da 18 pollici con cerchioni in lega d'alluminio.

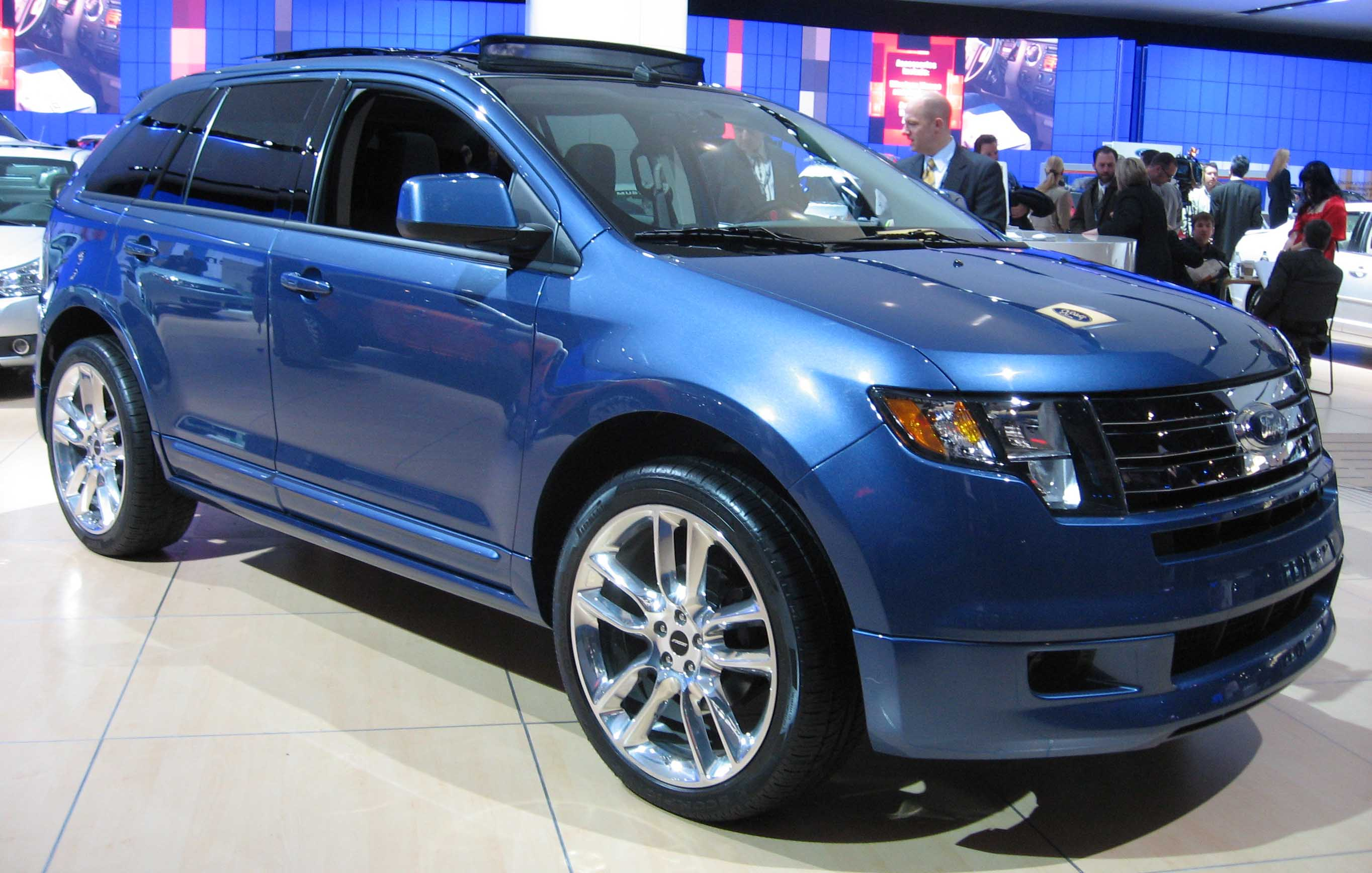
Ford Edge Sport del 2009

L'allestimento Limited includeva sedili rivestiti in pelle e, a richiesta, sedile passeggero regolabile su 6 posizioni, sedile abbattibile, seconda fila di sedili con sistema EasyFold per l'abbattimento pratico, climatizzatore bi-zona, sistema di connettività (assistenza, antifurto con trasmettitore, ecc.) e cerchi cromati da 18 pollici in lega di alluminio. Questo allestimento è stato sostituito dall'allestimento SEL Plus.
L'allestimento Sport, disponibile dal 2008, include interni in pelle con inserti in Alcantara, seconda fila di sedili frazionabile con modalità 60/40 e con bracciolo estraibile, meccanismo speciale di abbattimento dei sedili posteriori, impianto stereo AM/FM con caricatore da 6 CD/MP3, collettori di scarico cromati e maggiorati, e cerchi cromati da 18 pollici in lega di alluminio. Questo allestimento ha debuttato al salone dell'automobile di Chicago del 2008, ed è disponibile per la clientela dall'anno successivo.
Il cambio è il 6F della Ford. È automatico a sei rapporti.

### Motorizzazioni
| Tipo                                       | Anni      | Potenza, coppia @ giri al minuto |
| ------------------------------------------ | --------- | -------------------------------- |
| "Duratec 35", 3.496 cm³ di cilindrata, V6  | 2006-2010 | 265 CV @ 6250, 339 N•m @ 4500    |
| "Duratec 37", 3,7 L di cilindrata, V6      | 2011-2014 | 305 CV, 380 N•m                  |
| "Ecoboost", 2 L, quattro cilindri in linea | 2012-2014 | 240 CV, 366 N•m                  |

### Sicurezza

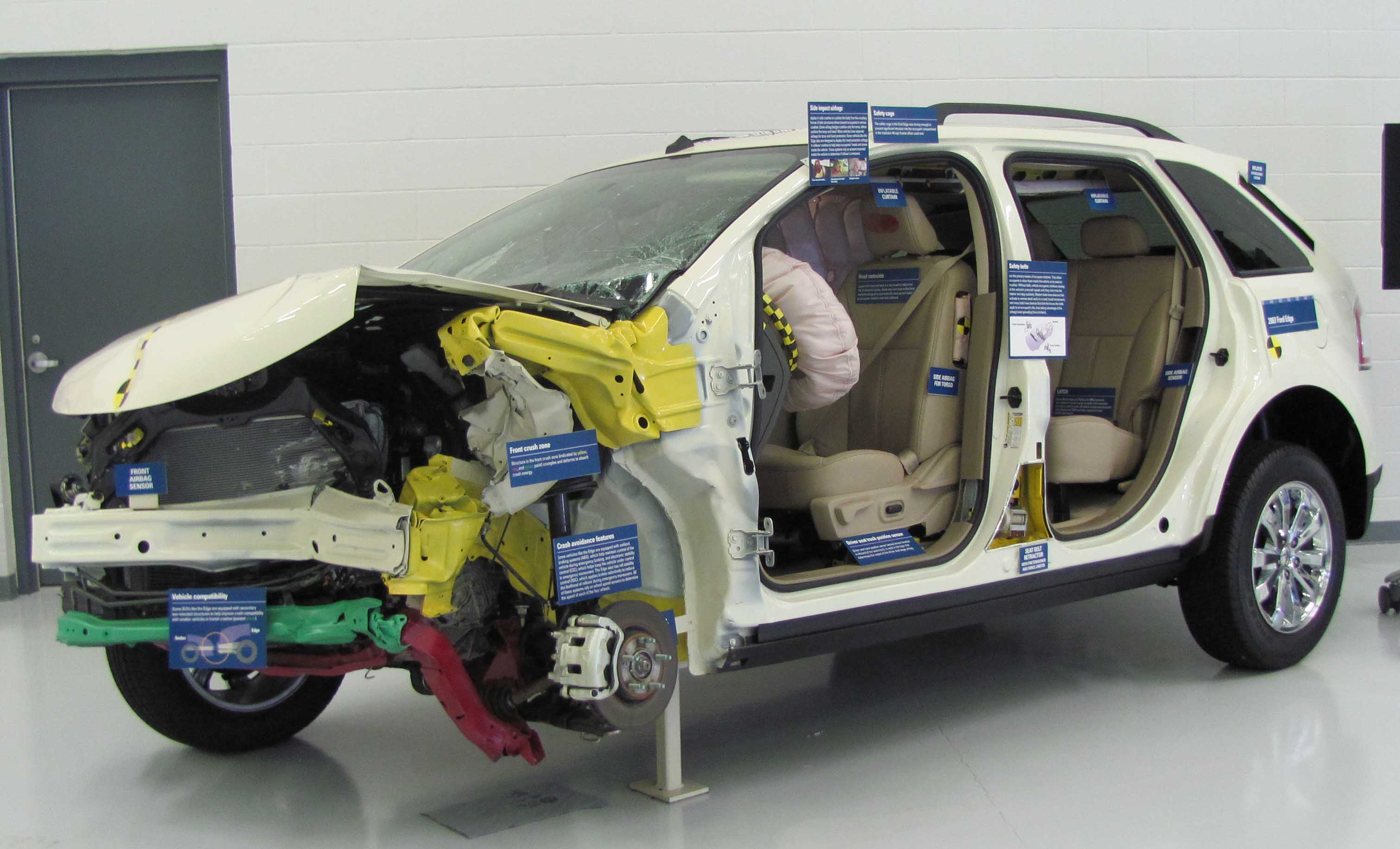
L’Insurance Institute for Highway Safety mostra questo esemplare di Ford Edge SEL per dimostrare l'affidabilità del proprio test

I dispositivi di sicurezza installati sull'Edge sono gli air bag anteriori (sia guidatore che passeggero) e laterali, l'ABS, il controllo della trazione, il controllo elettronico della stabilità e il sistema di controllo della pressione degli pneumatici.
Il giudizio assegnato all'Edge dal National Highway Traffic Safety Administration è stato:
- Impatto frontale (lato guidatore):
- Impatto frontale (lato passeggero):
- Impatto laterale:
- Ribaltamento:

La Ford Edge e altre sei vetture non hanno fatto registrare incidenti mortali secondo un sondaggio che si è tenuto tra il 2006 e il 2009.

### Premi ricevuti
Il Ford Edge ha ricevuto diversi premi:
- È stato riconosciuto come una delle migliori vetture per famiglie dall'American Automobile Association e dalla rivista Parents Magazine;
- Il motore Duratec 35 V6 da 3,5L è stato menzionato nella lista, conosciuta come Ward's 10 Best Engines, che elenca annualmente i migliori propulsori.

### La versione HySeries

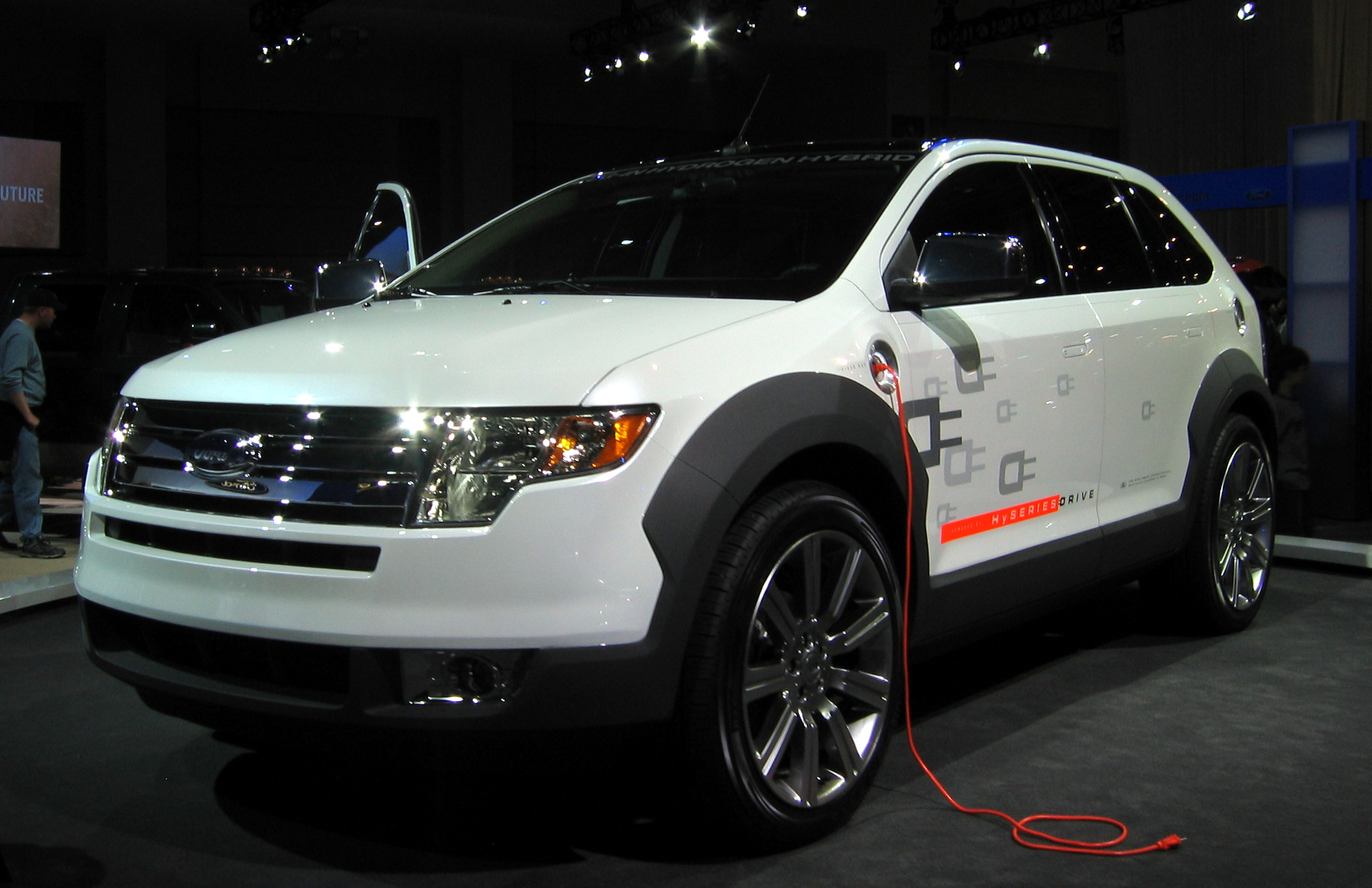
Il Ford Edge concept plug-in a idrogeno e con pile a combustibile.

La Ford Canada ha annunciato nel giugno del 2007 il debutto, nel 2010, della versione ibrida benzina-elettrica. Il modello utilizza un sistema di propulsione ibrida Ford, che accoppia un motore elettrico a un propulsore a scoppio V6.
Inoltre, la Ford, dopo la presentazione al pubblico del 2007, ha seriamente intenzione di lanciare sul mercato una serie speciale, la HySeries. Quest'ultima è un veicolo ibrido che utilizza come propulsore un motore elettrico e un propulsore a idrogeno, dove la batteria agli ioni di litio viene caricato tramite tecnologia plug-in. Questo sistema di propulsione HySeries è stato introdotto per la prima volta sulla Ford Airstream, una concept car presentata al salone dell'automobile di Washington del 2007. Il sistema HySeries è collegato al pianale E-Flex della General Motors. Quest'ultimo sistema è stato svelato al pubblico al salone dell'automobile di Detroit dello stesso anno come gruppo motopropulsore della Chevrolet Volt.

### Restyling 2010

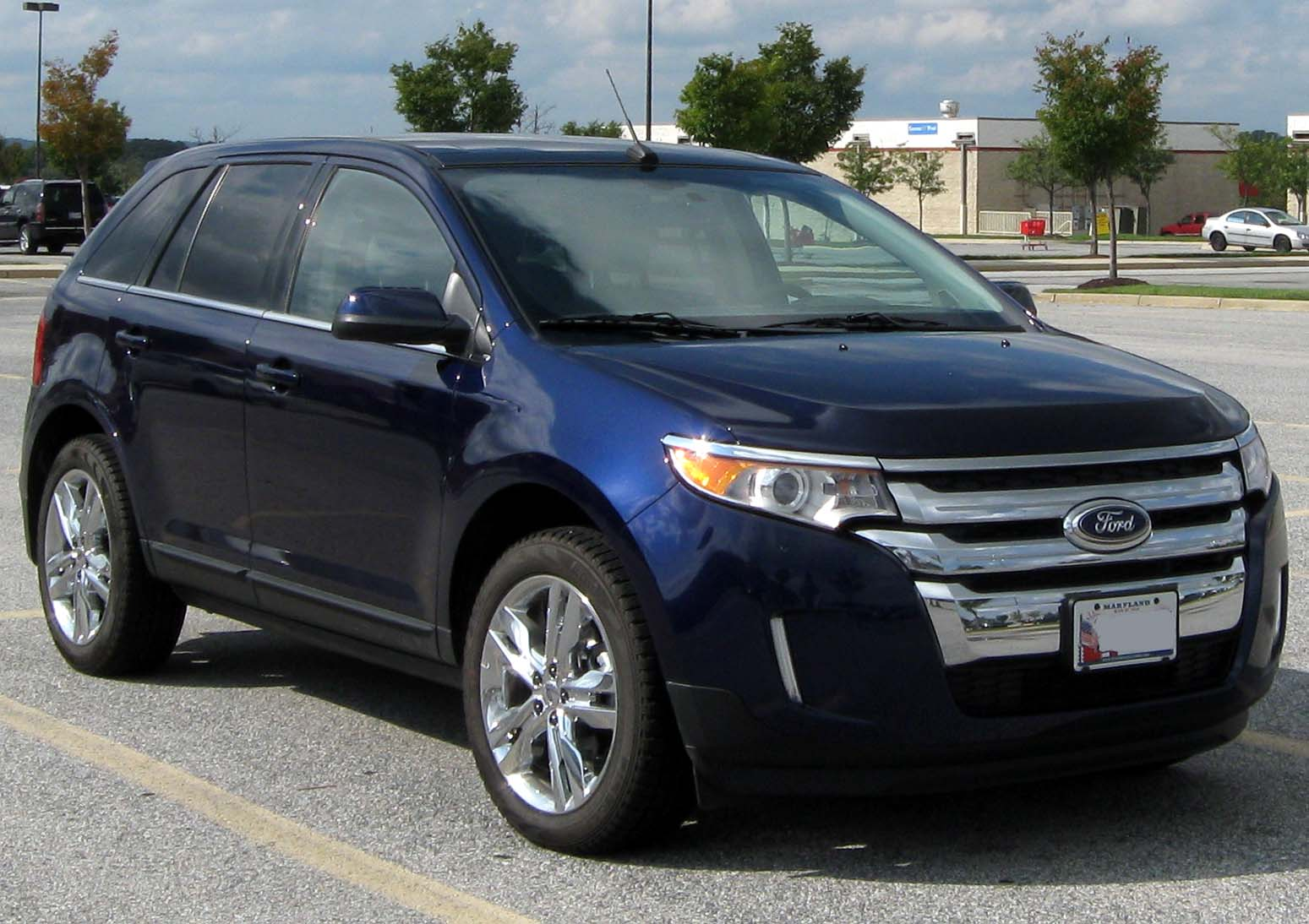
Un Ford Edge Limited del 2011

Nel 2010 il Ford Edge è stato oggetto di un restyling. Il modello rivisto è stato presentato al pubblico il 12 febbraio 2010 al salone dell'automobile di Chicago. I cambiamenti esterni includono una nuova calandra, nuove ruote e un paraurti rivisto. Per quanto riguarda gli interni, i materiali sono stati aggiornati; inoltre, in luogo della strumentazione classica, sono stati installati dei comandi tattili che sono già utilizzati sulla Lincoln MKX.
Per questa versione rivista dell'Edge sono offerti tre nuovi motori. Più precisamente è disponibile un EcoBoost da 2 L di cilindrata e quattro cilindri in linea, e un Duratec da 3,5 L e variatore di fase Ti-VCT. Quest'ultimo motore eroga 285 CV di potenza e 343 N•m di coppia. Il terzo propulsore disponibile è offerto per l'allestimento Sport ed è lo stesso motore Duratec da 3,7 L disponibile sulla Lincoln MKX del 2011, che eroga 305 CV di potenza e 380 N•m di coppia. Il sistema di sovralimentazione del motore da 2 L è stato progettato per percorrere 150.000 miglia o per durare 10 anni.

#### Allestimenti
L'allestimento SE include sedili in tessuto, l'aria condizionata manuale a zona singola, il sistema multimediale MyFord Touch con display LCD integrato da 4,2 pollici, una consolle centrale con controlli per il volante a 5 funzioni, e dei cerchioni in alluminio da 17 pollici.
L'allestimento SEL possiede sedili rivestiti in tessuto speciale, dove quello del guidatore è regolabile elettricamente su 6 posizioni, il climatizzatore automatico bi-zona, il volante rivestito in pelle, il cruise control, i comandi audio principali a 5 funzioni e i comandi audio secondari, i cerchioni in lega leggera verniciati da 18 pollici, i sensori di retromarcia e le luci di parcheggio supplementari.
L'allestimento Limited include sedili in pelle, dove quello del guidatore è riscaldabile elettricamente, un sistema audio Sony ad alta definizione e con 12 altoparlanti, il MyFord Touch con tre display LCD (due da 4,2 pollici e uno da 8 pollici), un sistema di connettività Ford Sync che include una zona multimediale con porta USB, un lettore di schede SD e presa AUX per i lettori di video, dei cerchioni cromati in lega leggera da 20 pollici, le telecamera di parcheggio in retromarcia e il sedile passeggero anteriore reclinabile, abbattibile, riscaldabile e regolabile elettricamente su 6 posizioni.
L'allestimento Sport ha in dotazione il motore da 3,7 L con variatore di fase Ti-VCT lato aspirazione e lato scarico, il cambio automatico SelectShift a sei rapporti con levette al volante, i sedili foderati in pelle speciale Charcoal Black con inserti in Silver Smoke Metallic, delle ruote da 22 pollici formate da razze con inserti di color Tuxedo Black, i paraurti e i sottoparaurti in tinta con la carrozzeria, i terminali dell'impianto di scarico cromati e le protezioni sottoporta.

## Seconda serie (dal 2015)
La seconda generazione dell'Edge arriva nel 2015, completamente diversa dalla precedente. Costruita sul nuovo pianale Ford CD4 utilizzato dalla Ford Fusion Mk2 (conosciuta fuori dagli Stati Uniti come Ford Mondeo Mk4), dalle monovolumi Ford Galaxy e S-MAX e dalla versione Lincoln, utilizza il nuovo design delle 3 barre metallizzate impiegato nel nuovo Ford Explorer e nella Taurus (mentre le altre vetture come la Mondeo usano la griglia in stile Aston Martin), adottate in seguito sui più piccoli Kuga/Escape ed Ecosport, è dotata anche di nuove tecnologie tra cui fari LED posteriori uniti. 

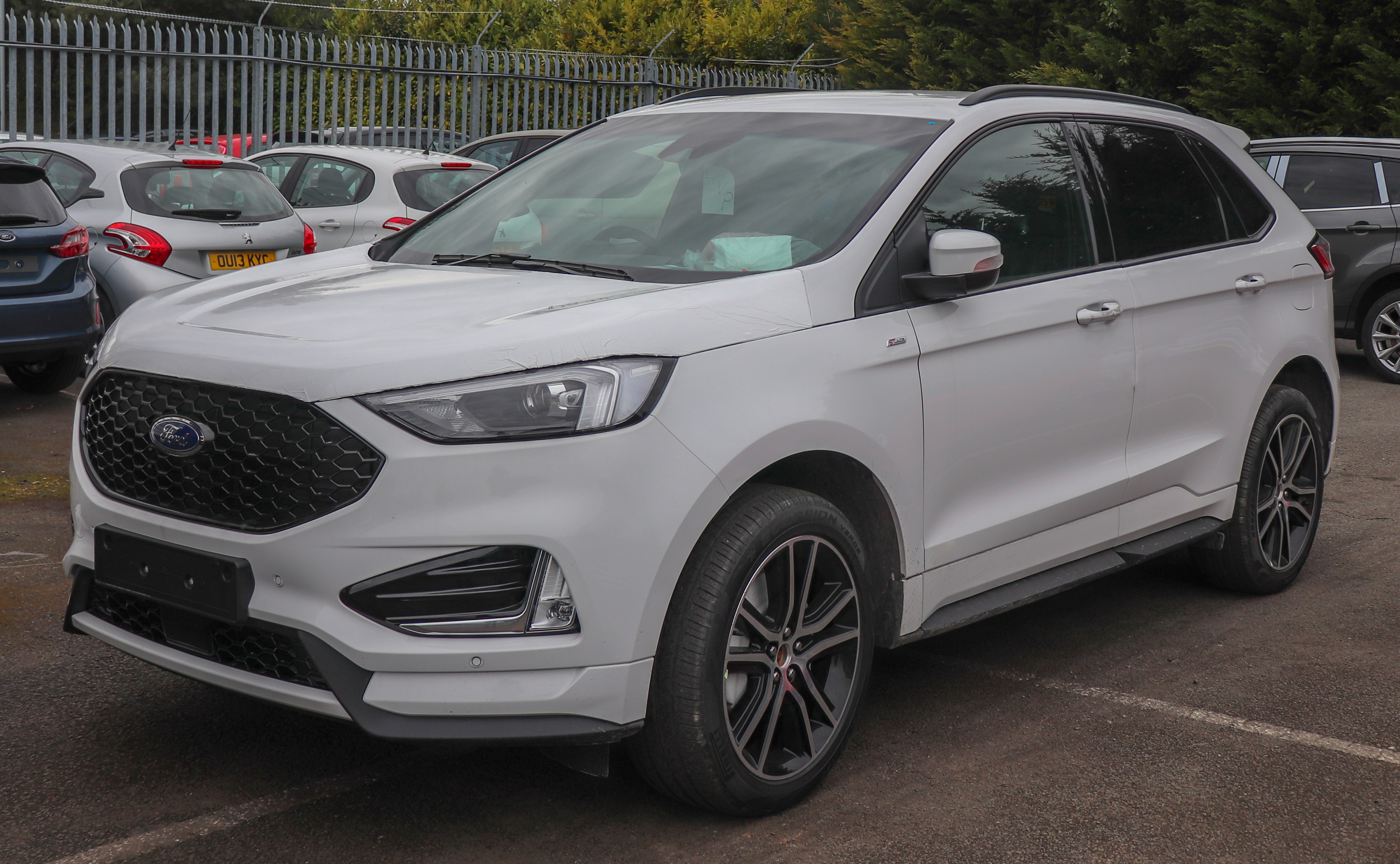
Restyling 2019 Ford Edge ST-Line

Inoltre, è disponibile per la prima volta in versione 7 posti, più lunga e spaziosa rispetto alla normale 5 posti. Oltre agli USA, questo modello è destinato anche al mercato europeo, dove debutta nel 2016. 

### Restyling 2019
Nel gennaio 2018, Ford ha annunciato che l'intera gamma Edge (accanto alla ridenominazione della Lincoln MKX) avrebbe ricevuto un restyling di metà ciclo per il 2019, che sostituirà la griglia anteriore a tre barre Ford esistente con un design simile al più grande Ford Explorer. Nuove combinazioni di colori esterni e interni e un sistema audio surround B&O Play a 12 altoparlanti che sostituisce il sistema Sony esistente. Tutti i modelli ricevono una trasmissione automatica Ford 8F35 a otto velocità di nuova concezione (dotata di tecnologia stop-start automatico), che consente anche al motore I4 in linea turbocompresso EcoBoost da 2,0 litri di base di ottenere una spinta di 5 cavalli (3,7 kW) e tutti i bordi per ottenere un migliore risparmio di carburante dell'Agenzia per la protezione dell'ambiente degli Stati Uniti (EPA).
Nel 2018 subisce un restyling, con linee ispirate all'Explorer ristilizzato e comincia a essere venduto in Oceania come Ford Endura, in sostituzione del Ford Territory. In Australia, l'Endura è stata resa disponibile negli allestimenti Trend, ST-Line e Titanium. Nel novembre 2020, è stato annunciato che Endura sarebbe stato interrotto in Australia entro la fine dell'anno. 

### Restyling 2021 (Edge Plus, solo in Cina)

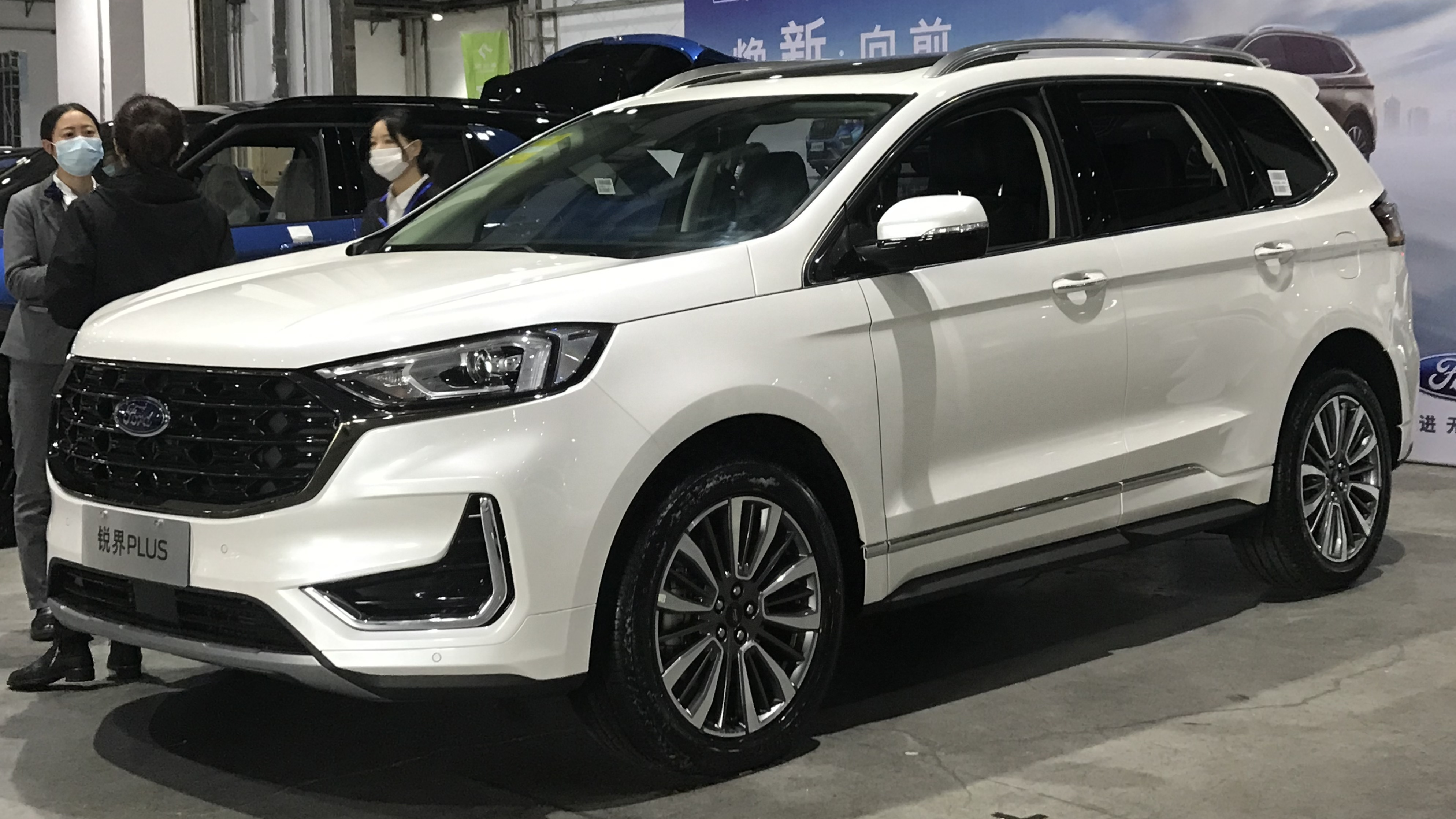
Restyling Ford Edge Plus (Cina)

Dopo aver già beneficiato di un primo restyling nel 2019, avvenuto a livello globale, un altro restyling è stato effettuato nel 2021 esclusivamente sul modello cinese a tre file di posti, denominato Edge Plus.
L'Edge Plus è alimentato dal precedente motore 2.0 turbo a 4 cilindri in linea che eroga 245 CV (180 kW) e 390 Nm, che si collega a un cambio automatico a otto rapporti. È disponibile sia a FWD sia AWD.